# (36946) 2000 SN256
2000 SN256 (asteroide 36946) é um asteroide da cintura principal. Possui uma excentricidade de 0.06883970 e uma inclinação de 4.35923º.
Este asteroide foi descoberto no dia 24 de setembro de 2000 por LINEAR em Socorro.